# Uroctea limbata
Uroctea limbata är en spindelart som först beskrevs av Carl Ludwig Koch 1843.  Uroctea limbata ingår i släktet Uroctea och familjen Oecobiidae. Inga underarter finns listade i Catalogue of Life.